# Dub Dickerson
Willis Douglas „Dub“ Dickerson (* 10. September 1927 in Grand Saline, Texas; † 28. Oktober 1979) war ein US-amerikanischer Country- und Rockabilly-Musiker sowie Songwriter. Dickerson ist unter anderem Co-Autor von Ricky Nelsons Hit Stood Up.

## Leben
Dickersons Karriere und Leben ist nur wenig beleuchtet. Einige Informationen stammen aus einem Interview, das der Musikjournalist Bill Millar mit Dickerson führte. Geboren in Texas, war Dickerson zumindest 1950 Gitarrist in Zeke Clemons’ Band, den Texas Swingbillies. Zur gleichen Zeit trat Dickerson erstmals auf dem Schallplattenmarkt auf. Zwischen 1950 und 1962 nahm er zahlreiche Singles für Labels wie Capitol Records, Decca Records, Imperial Records und weitere auf, erlangte jedoch nie die nationalen Charts. Seine wohl erste Platte erschien 1950 bei Imperial mit den Titeln Owl Hoot Rag und Ain’t Got No Dogone Gal. Diese Songs wurden möglicherweise mit Clemons’ Band eingespielt, da auch dieser 1950 eine einzige Session für Imperial abhielt. Als Nächstes erhielt Dickerson 1951 bei Decca einen Vertrag und veröffentlichte mit den beiden in Dallas aufgenommenen Titeln Chinchie Hotel und Money Talks dort sein Label-Debüt. Während der 1950er-Jahre war Dickerson außerdem regelmäßig im Louisiana Hayride über KWKH aus Shreveport zu sehen und zu hören.
Während seine frühen Platten gradliniger Country-Musik entsprachen, widmete er sich ab Mitte der 1950er-Jahre für einige Zeit dem Rockabilly, der durch viele junge Musiker im Süden der USA populär gemacht wurde. Ende 1957 bekam er wieder einen Vertrag bei Imperial. Seine erste Tätigkeit für das Label bestand jedoch als Songwriter. Seine vier für das Label geschriebenen Songs Hip Hip Baby, Make With the Lovin' , You Arouse My Curiosity und Don’t Push wurden im Oktober 1957 bei einer Session von dem in Dallas wohnenden Musiker Dennis Herrold aufgenommen. Mit Herrolds Frau Erna Lee schrieb Dickerson auch den Titel Stood Up, der erst von Herrold und später von Star Ricky Nelson aufgenommen wurde (der damit in die Top Ten der Charts gelangte). Dickerson selbst nahm für Imperial nur zwei Singles auf. Neben einer Country-Platte auch die Rockabilly-Stücke Sugar Lips / (I Think I’m) Falling In Love mit Joe Maphis an der Gitarre. Besonders auf der B-Seite ist jedoch zu hören, dass Dickerson weniger Gefühl für diesen Stil hatte, da seine Stimme zu schwach war und (bei diesem Titel) oftmals schwankte. Eine seiner letzten Singles erschien 1960 mit einem Rockabilly-Remake seines Songs Mama Laid the Law Down.
Dub Dickerson starb 1979. Einigen Quellen nach soll der Musiker Deke Dickerson sein Sohn sein, jedoch merken bis heute viele Fachleute an, dass dies nur kaum haltbare Gerüchte sind.

## Diskografie
| 1950                    | Owl Hoot Rag / Ain’t Got No Dogone [!] Gal                           | Imperial 8083   |
| 1951                    | Chinchie Hotel / Money Talks                                         | Decca 46329     |
|                         | If I Had You Back / Just In Time to Be Too Late                      | Decca 46353     |
|                         | The Bells of Monterrey / Sweet Bunch of Bitterweeds                  | Capitol 2504    |
|                         | One Night Stand / Dear Love                                          | Capitol 2605    |
|                         | Mama Laid the Law Down / Everything Depends on You                   | Capitol 2719    |
|                         | Count Me In / You Started It All                                     | Capitol 2821    |
|                         | My Gal Gertie / Look, Look, Look                                     | Capitol 2947    |
|                         | Under the Heading of My Business / I Must've Drove My Mules Too Hard | Capitol 3099    |
| 1956                    | Shot Gun Wedding / Each Time                                         | Sims 106        |
| 1958                    | Sugar Lips / (I Think I’m) Falling In Love                           | Imperial 5512   |
| 1960                    | Mama Laid the Law Down / The Bottle                                  | Todd 1053       |
| 1962                    | It’s About to Get Me Down / Name Your Price                          | Sims 127        |
|                         | All Over You / My Impression of You                                  | Tower 59101/102 |
| Unveröffentlichte Titel |                                                                      |                 |
|                         | - Boppin’ in the Dark                                                |                 |